# Tumeur tératoïde rhabdoïde atypique

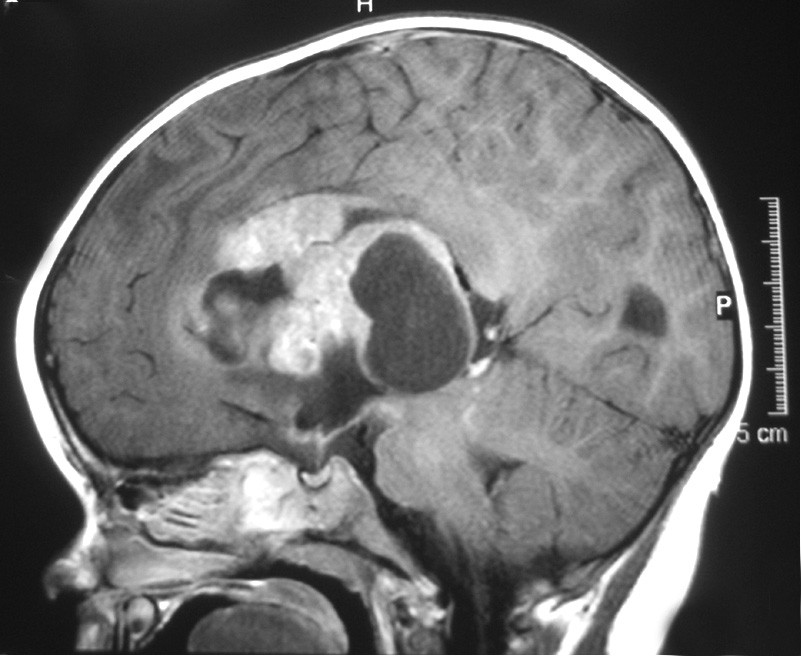
IRM d'une tumeur tératoïde rhabdoïde atypique.

La tumeur tératoïde rhabdoïde atypique (abrégé ATRT, selon l'anglais atypical teratoid rhabdoid tumor) est un type de tumeur rare, surtout diagnostiquée chez les enfants. Elle se situe le plus souvent dans le cerveau, mais peut se trouver à n'importe quel autre endroit dans le système nerveux central, moelle épinière incluse[réf. souhaitée]. 
Aux États-Unis, trois enfants sur un million en sont atteints, ce qui fait 30 cas par an[réf. souhaitée]. Les ATRTs représentent moins de 5 % des cancers pédiatriques du système nerveux central.